# Mordfall Rachel Nickell
Am 15. Juli 1992 wurde die 23-jährige Rachel Nickell in einem Park in Wimbledon sexuell genötigt und erstochen. Als Folge der Ermittlungen kam es zu einer aufsehenerregenden Anklage gegen Colin Stagg, der aber freigesprochen wurde. 2008 wurde der 41-jährige Robert Napper des Mordes an Rachel Nickell schuldig gesprochen.

## Der Mord
Das ehemalige Model Rachel Jane Nickell (* 23. November 1968 in Tooting, Teil des London Borough of Wandsworth) war am 15. Juli mit ihrem zweijährigen Sohn und ihrem Hund in einem Park in Wimbledon unterwegs, als sie attackiert wurde. Der Angreifer nötigte sie sexuell, stach 49-mal auf sie ein und schnitt ihr die Kehle auf. Ihre Leiche, an der sich ihr Sohn festklammerte, wurde später von einem Passanten aufgefunden.

## Ermittlungen
Beamte von Scotland Yard übernahmen die Ermittlungen. Nachdem 32 Männer im Zusammenhang mit dem Mordfall befragt worden waren, legten sich die Ermittler auf den arbeitslosen Colin Stagg aus Roehampton als Hauptverdächtigen fest, der seinen Hund regelmäßig in Tatortnähe spazierenführte.
Aus der Spurensicherung hatte sich keinerlei Verbindung zwischen Stagg und dem Mord ergeben. Daher ließ die Polizei durch den Kriminalpsychologen Paul Britton ein Täterprofil anfertigen, welches anschließend als auf Stagg passend erachtet wurde. Die Polizei bat daraufhin Britton um Mitarbeit bei der Planung einer verdeckten Aktion, um Stagg zu überführen. Diese wurde später vom Richter und den Medien als Honey Trap bezeichnet.
Eine verdeckte Ermittlerin der Metropolitan Police kontaktierte Stagg unter dem Decknamen Lizzie James. Sie gab sich als Freundin einer seiner Kontaktanzeigenbekanntschaften aus, täuschte romantisches Interesse an ihm vor und versuchte, Informationen aus ihm herauszulocken. Über einen Zeitraum von fünf Monaten trafen sie sich, telefonierten miteinander und tauschten Briefe mit sexuellen Fantasien aus. Stagg sagte später aus, er habe nur mitgespielt, weil er die Romanze fortführen wollte. Der Kriminalpsychologe Britton war laut eigenen Aussagen nicht einverstanden mit dem Versand der Briefe und habe nichts davon gewusst, bevor sie abgeschickt wurden. Die Ermittlerin gewann Staggs Vertrauen und konnte auch Gewaltfantasien aus ihm herauslocken, aber Stagg gestand den Mord nicht. Die Polizei veröffentlichte später eine Tonaufnahme einer Unterhaltung zwischen James und Stagg, in der die verdeckte Ermittlerin sagte, dass sie es genieße, Menschen zu verletzen. Stagg murmelte darauf: „Bitte erkläre mir das, ich lebe ein ruhiges Leben. Wenn ich dich enttäuscht haben sollte, bitte gib mir nicht den Laufpass. Sowas wie dies habe ich noch nie zuvor erlebt.“ Auch auf das Drängen der Ermittlerin, sich zu der Ermordung von Nickell zu bekennen, um sie damit für sich zu gewinnen, antwortete Stagg: „Es tut mir wirklich leid, aber ich war es nicht.“
Polizei und Staatsanwaltschaft glaubten dennoch, ausreichende Beweise zu haben. Stagg wurde verhaftet und angeklagt. Als der Fall 1994 im Old Bailey verhandelt wurde, stellte der Richter jedoch fest, dass die Polizei in „blindem Eifer“ gehandelt und versucht habe, einen Verdächtigen durch „irreführendes Verhalten der übelsten Sorte“ zu inkriminieren. Das aus der Falle gewonnene Beweismaterial wurde aus dem Prozess ausgeschlossen, und die Staatsanwaltschaft zog die Anklage gegen Stagg zurück.

## Nach dem Prozess gegen Stagg
Eine interne Überprüfung der Metropolitan Police brachte zutage, dass die Untersuchung des Falls drei Millionen Pfund gekostet hatte und die Polizei keine entscheidenden wissenschaftlichen Informationen erbringen konnte. Colin Stagg entschied sich, die Polizei wegen der 14 Monate, die er in Haft verbracht hatte, auf Haftentschädigung bis zu einer Million Pfund zu verklagen. Der Fall wurde jedoch wegen der Weiterführung der Untersuchungen aufgeschoben. Bis heute bemüht sich Stagg um eine Entschuldigung und hat in Zusammenarbeit mit Journalisten und Autoren mehrere Bücher über den Fall geschrieben. Im Jahr 2007 gab das Home Office bekannt, dass Stagg eine Entschädigung wegen fälschlicher Anklage zustehe.
Die „Lizzie James“ genannte Ermittlerin schied 1998 aus dem Polizeidienst aus und ging in den Frühruhestand. Bevor ihr Fall, bei dem sie – unterstützt von der Polizeigewerkschaft – die Metropolitan Police anklagte, vor Gericht kam, zahlte ihr die Metropolitan Police im Jahr 2001 125.000 Pfund. Ihr Anwalt bemerkte, der Umstand, dass sich die Metropolitan Police bereit gezeigt habe, eine beträchtliche Entschädigungssumme zu bezahlen, weise darauf hin, dass der Polizei bewusst gewesen sei, welche beträchtlichen psychischen Verletzungen „Lizzie James“ erlitten habe.
Die Rolle Brittons wurde von der British Psychological Society untersucht, aber die Anklage gegen ihn wurde 2002 fallengelassen.
André Hanscombe, der Ehemann Rachel Nickells, schrieb ein Buch „The Last Thursday in July“ über sein Leben mit Rachel. Im Jahr 1996 zog er mit seinem Sohn nach Frankreich, nach eigenen Angaben flüchtete er dabei vor den Medien. Hanscombe arbeitet seither als Autor und Illustrator von Kinderbüchern.
Im Jahr 2003 fand die Polizei an Nickells Kleidung Spuren männlicher DNA, die weder ihrem Ehemann noch ihrem Sohn zugeordnet werden konnten.

## Robert Napper
Im Juli 2006 verhörte Scotland Yard den verurteilten Sexualmörder Robert Napper. Der Vierzigjährige, bei dem paranoide Schizophrenie diagnostiziert worden war, war seit über zehn Jahren Insasse einer psychiatrischen Anstalt in Berkshire.
Napper war wegen des Mordes an Samantha Bisset und ihrer vierjährigen Tochter im Jahr 1993, eineinhalb Jahre nach dem Mord an Nickell, verurteilt worden, und wird mehrerer Vergewaltigungen verdächtigt. Am 28. November 2007 wurde er wegen Mordes an Rachel Nickell angeklagt. Er plädierte auf nicht schuldig, wurde aber am 18. Dezember 2008, mit verminderter Schuldfähigkeit, im Old Bailey für den Mord an Rachel Nickell schuldig gesprochen.